# ゆく雲
『ゆく雲』（ゆくくも）は、樋口一葉の小説。1895年（明治28年）5月5日、博文館「太陽」第一巻第五号に発表。一葉晩年（23歳）の作品。

## 概要
一葉は1884年（明治27年）に下谷から本郷区丸山福山町（現在の東京都文京区）へ転居し、同年から翌年にかけて「暗夜」「大つごもり」「たけくらべ」など本作を含め次々と作品を発表しており、この時期は「奇蹟の14ヶ月」と呼ばれている。1895年には1月から翌年まで「たけくらべ」を発表し、4月には「軒もる月」を発表し、本作は「たけくらべ」の休載期間中に執筆されている。一葉はそれまで作品を文学界出版社「文学界」へ発表していたが、本作は大橋乙羽の仲介で博文館に発表されている。また、挿絵は水野年方によって描かれている。
大藤村（現在の山梨県甲州市）は樋口家の出身地で一葉文学ではしばしば作品舞台として描かれているが、本作では大藤村が主人公野沢桂次の故郷として登場し、冒頭では酒折宮や猿橋など甲州街道上の名所地名が描かれている。一葉は幼年期の1876年（明治9年）から1881年（明治14年）6月まで現在の東京都文京区本郷五丁目に所在する法真寺の伝法院を改造した「桜木のやど」に住んでおり、作中に登場する上杉家はこの「桜木のやど」がモデルの一部になっていることが指摘される。
「ゆく雲」に登場する桂次のモデルは山梨郡竹森村（現・甲州市塩山竹森）出身の野尻理作（利作）とされる。野尻は竹森村の地主の生まれで、生家は酒造業も営む。1887年（明治20年）に一葉の父則義が保証人となり上京し、東京帝国大学文科大学和文科に入学する。1890年（明治23年）には中退し帰郷しており、「ゆく雲」も桂次も同様に学業を中退し養家に戻っている。野尻は1892年（明治25年）に甲府で甲陽新報を創刊しており、一葉は「春日野しか子」の筆名で「経つくえ」を掲載している。
未定稿は日本近代文学館に所蔵。2007年には山梨県立文学館が収蔵資料として購入。

## あらすじ
幼くして甲州大藤村中萩原の造酒屋野沢清左衛門の養子となっていた桂次は東京へ遊学している書生で、野沢家とは親戚の上杉家に下宿していた。桂次は継母との軋轢に苦しむ上杉家の娘縫に心惹かれていたが、彼には養家の娘作との婚約が決まっており、縫には終生便りを欠かさぬことを誓い帰郷する・・・。